# فیبرونکتین

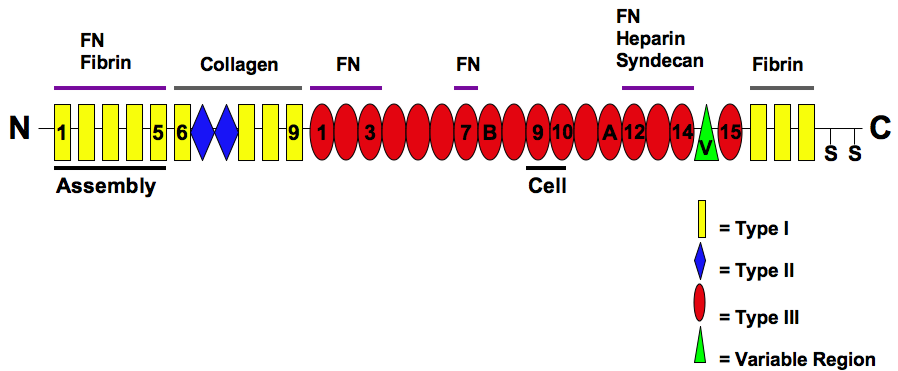
The modular structure of fibronectin and its binding domains

فیبرونکتین، یکی از گلیکو پروتئین‌های با وزن مولکولی بالای ماتریکس برون‌یاخته‌ای است که به پروتئینهای سطح سلولی به نام اینتگرین متصل می‌شوند. فیبرونکتین در پلاسما نیز هست و به نام پروتئین فیبروبلاست نیز شناخته می‌شود. فیبرونکتین از پروتئین‌های موجود در غشای قاعده‌ای می‌باشد. فیبرونکتین پروتئینی است، که با بسیاری از پروتئین‌های بیرون سلولی برهمکنش دارد؛ برای نمونه فیبرونکتین، به کلاژن متصل می‌گردد. وزن مولکولی فیبرونکتین برابر با ۲۷۱ کیلودالتون است.
فیبرونکتین به عنوان اپسونین نیز عمل می‌کند و تصور می‌شود که باکتری‌ها را می‌پوشاند و بدین وسیله باکتری‌ها به آسانی به‌دست فاگوسیت‌ها از بدن پاک‌سازی می‌شوند.